# أتول شاه
أتول شاه (بالإنجليزية: Atul Shah)‏ هو شخصية أعمال كيني، ولد في 1961 في ناكورو في كينيا.